# أعلام بارق من التابعين
هنا بعض التابعين الذين ينتسوبن إلى قبيلة بارق الأزد وعاشوا في القرن الأول الهجري.
- جندب بْن سليمان البارقي ، يروي عن : ابن عباس ، روى عنه : شبيب بْن غرقدة.[1]
- حيان بن إياس البارقي الأزدي يروى عن بن عمر روى عنه شعبة[2]
- عمار بن عبد الرحمن البارقي كوفى يروى عن أبى عبد الرحمن السلمي روى عنه ابنه عبد الله بن عمار [3]
- على البارقي هو على بن عبد الله بن سعد الأزدي أبو عبد الله من رهط محمد بن واسع كان يختم القرآن في رمضان في كل ليلة روى عن ابن عمر[4]
- أشعث بن محمد البارقي. محدث إمامي. روى عنه بكر بن صالح.[5]
- زكريا بن عطية البارقي. إمامي.[6]
- أبو يحيى زكريا بن سوادة البارقي. إمامي.[7]
- حماد بن هارون البارقي. إمامي.[8]
- أبو تراب حماد بن صالح الأزدي، البارقي. محدث إمامي. روى عنه معاوية بن وهب.[9]
- الحسن بن شهاب بن زيد، وقيل يزيد البارقي، الأزدي. من حسان محدثي الإمامية. روى عن الحسين بن علي كذلك عن الإمام الباقر عليه السلام. روى عنه جعفر بن بشير، وأبان بن عثمان، وعمر بن اذينة.[10]
- أيوب بن شهاب بن زيد البارقي، الأزدي. إمامي، روى عن الإمام الباقر .[11]
- سفيان بن أبي عمرو البارقي. إمامي.[12]
- عبد الله بن عمار بن عبد يغوث البارقي عن علي بن أبي طالب وعنه الحجاج بن علي.[13]
- عطية البارقي عن عطية العوفي عن أبي سعيد عن النبي.[14]
- عون بن حكيم البارقي من أصحاب جعفر الصادق إمامي.[15]
- عوف البارقي من أصحاب جعفر الصادق، مولى عبد الرحيم بن نصر البارقي، وقيل في اسمه عوف بن عبد الرحيم. إمامي.[16]
- عمرو بن عطية البارقي محدث من أصحاب جعفر الصادق.[17]
- عمرو بن خليد البارقي من أصحاب جعفر الصادق إمامي.[18]
- عمرو، وقيل عمر بن البراء البارقي من أصحاب جعفر الصادق إمامي. روى عنه علي بن الحكم، وعبد الله بن مسكان، وعبد الكريم بن عمرو الخثعمي.[19]
- عمران بن يعقوب البارقي محدث من أصحاب جعفر الصادق، ومن الموثقين والمقبولين . روى عنه الأعمش، وسفيان الثوري.[20]
- عمران البارقي ثقة بالأجماع روى عن الحسن البصري وعطية العوفي .[21][22]
- عبد الرحيم بن نصر بن عبد الرحمن البارقي. إمامي.[23]
- أبو محمد عبد الرحمن بن نصر بن عبد الرحمن البارقي. من حسان محدثي الإمامية.[24]
- ظهير بن عمارة البارقي. إمامي.[25]
- شهاب بن زيد البارقي. إمامي.[26]
- سويد بن عطية البارقي. إمامي.[27]
- سليمان، وقيل سلمان بن عبد الرحمن الأزدي، البارقي. إمامي.[28]
- محمد بن سهل الأزدي، البارقي. إمامي.[29]
- نصر بن عبد الرحمن البارقي. إمامي حسن الحال.[30]
- مهدي بن صالح البارقي. إمامي.[31]
- مستغفر، وقيل المستعير بن عبد الرحمن البارقي. إمامي.[32]
- محمد بن نصر، وقيل نصير بن عبد الرحمن البارقي. إمامي.[33]
- محمد بن عمران البارقي، من أصحاب الإمام الباقر. محدث إمامي. روى عن الإمام الباقر أيضا. روى عنه علي بن إسماعيل بن يزيد، وسماعة بن مهران.[34]
- محمد بن عبد العزيز بن نقيع البارقي. إمامي.[35]
- محمد بن عبد العزيز بن زياد البارقي. إمامي.[36]
- محمد بن عباد بن سريع البارقي. إمامي.[37]
- أبو الحسن محمد بن شهاب بن زيد البارقي. إمامي.[38]
- أحمد بن محمد البارقي  روى عن أبي علي بن راشد ، و روى عنه : سهل بن زياد.[39]
- عون بن صالح البارقي بالإجماع ثقة روى عن إبراهيم النخعي عَنْ عطية العوفي ، روى عَنْهُ وكيع بْن الجراح.[40]
- أبي حكيم البارقي روى عن ابن عباس[41]
- عاصم بن هلال البارقي راوي إمام مسجد أيوب السختياني.[42]
- أبي عنفوان البارقي روى عن أبا جنيد بن جندع المازني ، يقول : قدمت على رسول.[43] والبعض جعله صحابي.[44]
- إسماعيل البارقي إسماعيل البارقيّ عن رتن بن عبد الله الهندي[45]
- حبيبة بنت عباد البارقي عن أمها قالت : سألت عائشة.[46]
- جميلة بن عباد  اخت حبيبة روت عن عائشة وعنها عوف بن صالح والبارقي.[47]
- النعمان بن المنذر البارقي روى عن علي.[48]
- سليمان بن عبيد البارقي راوي [49]
- سليمان بن عتبة البارقي  يروي عن إسماعيل بن ثوبان ، روى عنه المعتمر بن سليمان.[50][51]
- يحيى بن جعدة البارقي روى عنه وكيع.[52]
- سليمان بن سراقة البارقي[53]
- شهاب البارقي يروى عن علي روى عنه بن عيينة والجراح بن مليح.[54]
- الحسن بن حكيم أبو حكيم البارقي  ثقة.[55]
- الحسين بن يحيى بن جعفر بن أعين البارقي روى عنه البخاري واخرون.[56]
- عبد الصمد البارقي من أصحاب علي بن أبي طالب.[57]
- الشهاب بن عبد الله البارقي قتل مع الإمام زيد بن علي.[58][59]
- حسان بن قائد البارقي قتل مع الإمام زيد بن علي.[58][59]
- رجاء بن هند البارقي قتل مع الإمام زيد بن علي.[58][59]
- عبد العزيز بن أبي عثمان البارقي قتل مع الإمام زيد بن علي.[58][59]
- حسان بن أبي حسان البارقي الخياط قتل مع الإمام زيد بن علي.[58][59]
- عبد اللّه بن أبي عثمان البارقي قتل مع الإمام زيد بن علي.[58][59]
- حسان بن فايد البارقي قتل مع الإمام زيد بن علي.[58][59]
- عبيدة بن الجعد البارقي، شهد وجاهد مع الإمام زيد بن علي وروى عنه أبو مخنف عن مقتل زيد بن علي.[58][60]
- عروة بن الجنيد البارقي روى عن عيزار بن حريث.[61]